# Præstø Næb
Præstø Næb ist eine Halbinsel am Südufer des Præstø Fjord auf der dänischen Insel Sjælland östlich der Stadt Præstø.